# Château d’If

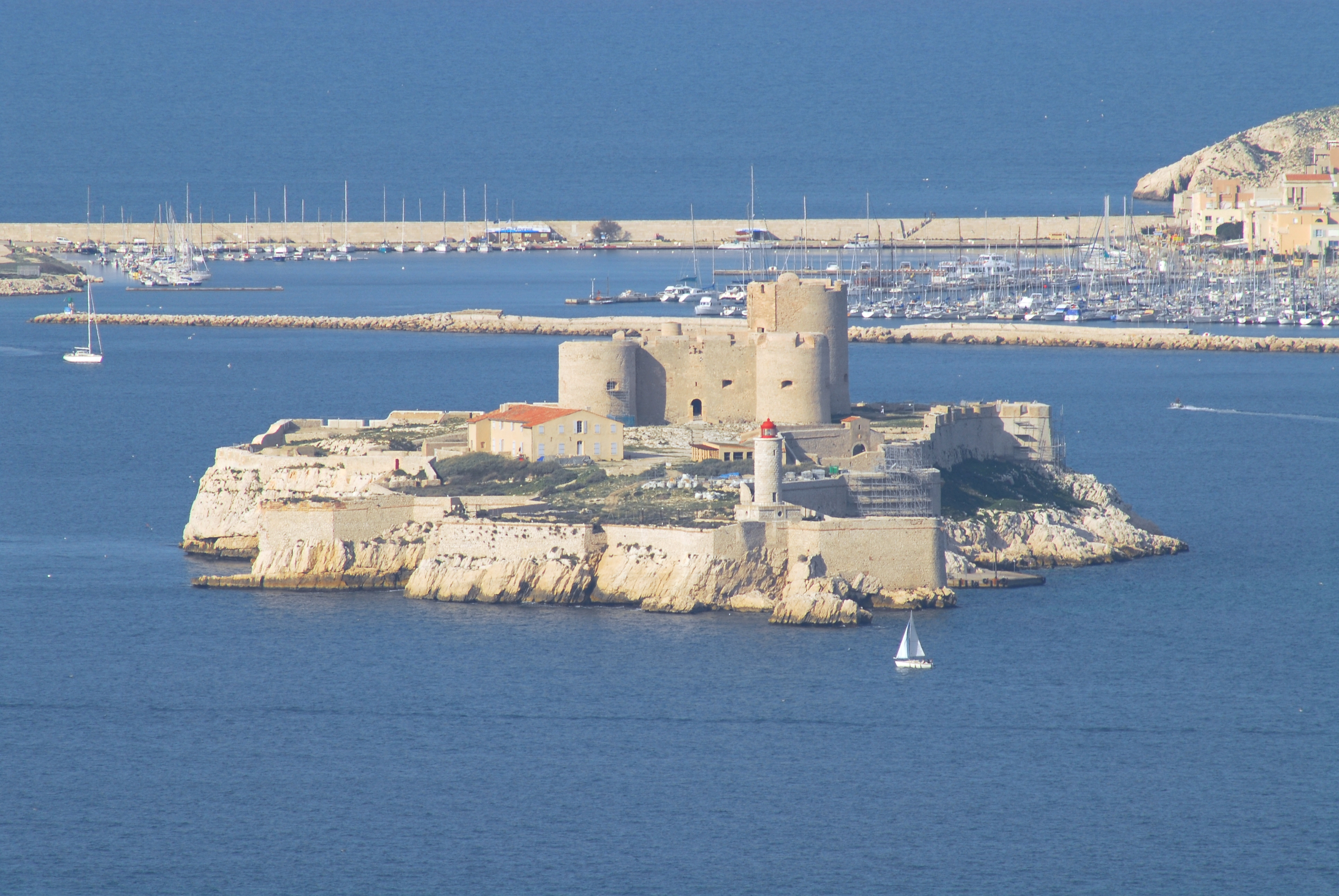
Île d’If und Château d’If

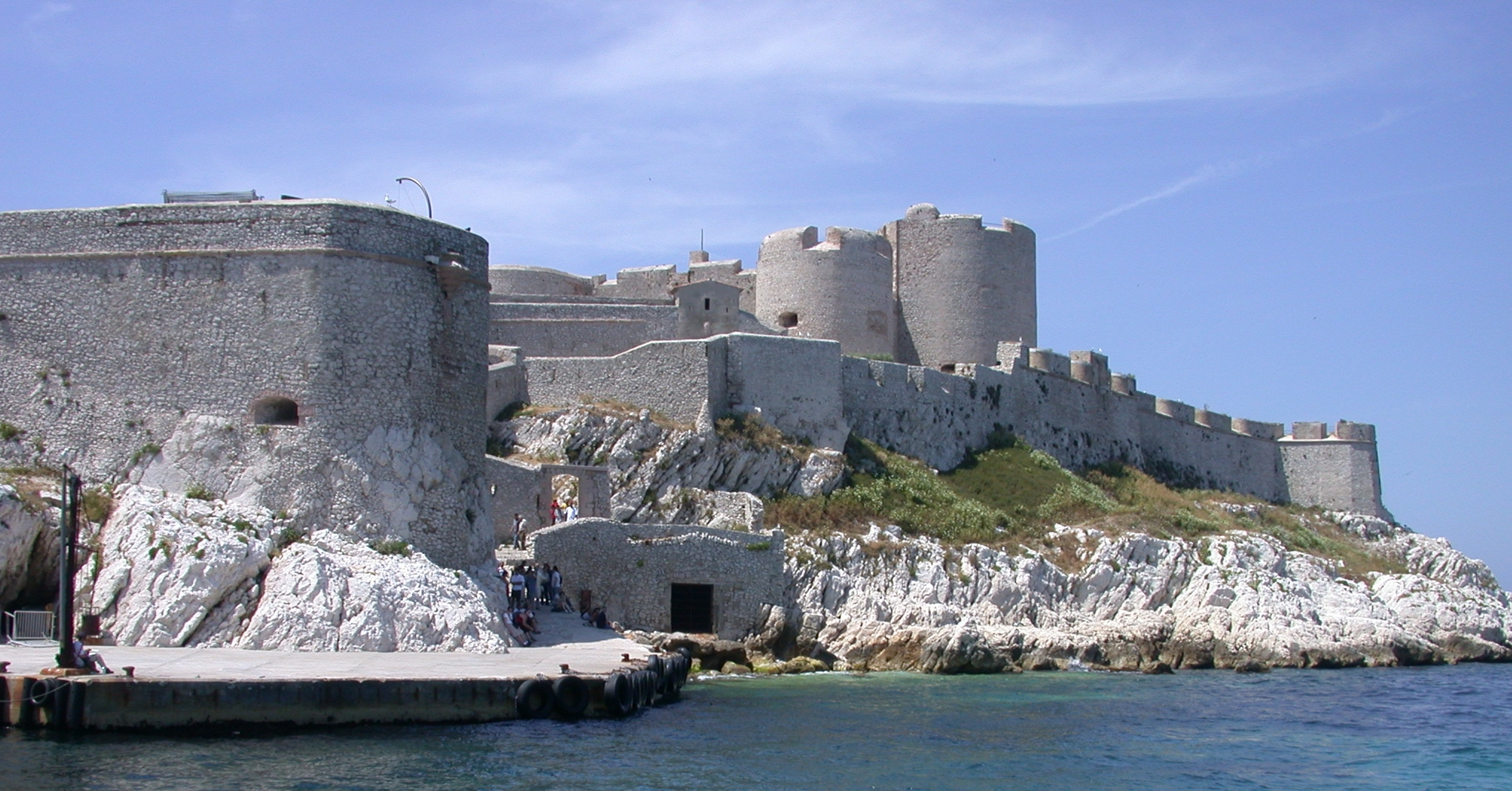
Château d’If

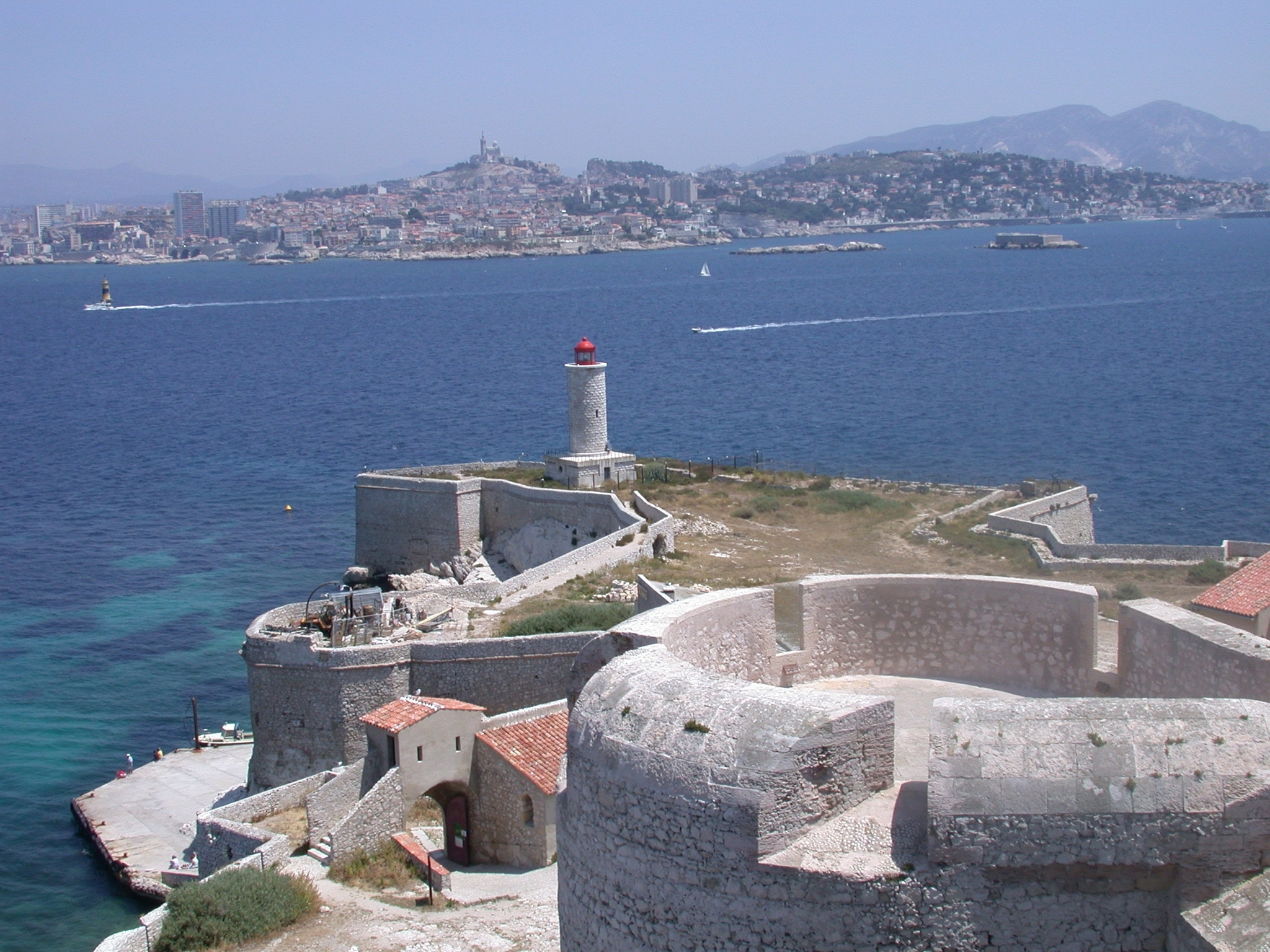
Château d’If mit Marseille

Das Château d’If [ʃɑtoˈdif] ist eine Festung und ein ehemaliges Gefängnis auf der Île d’If, einer Felseninsel zirka eine Seemeile vor der Küste von Marseille. Heute ist es eine Touristenattraktion.

## Geschichte

### Die Festung
Der französische König Franz I. machte auf seiner Rückkehr vom Sieg bei Marignano (1515) in Marseille halt. Um die Verteidigungsmöglichkeiten der Stadt zu prüfen, ging er auf die Île d’If. Er stellte fest, dass die Stadt keinen Schutz gegen eine Invasion besaß, und befahl darauf den Bau einer Festung auf der Insel. Da das 1481 an Frankreich gefallene Marseille seit jener Zeit das Privileg behalten konnte, seine Verteidigung selbst wahrzunehmen, regte sich starker Widerstand gegen die Festung.
Acht Jahre später, 1524, versuchten die Truppen von Karl V. das noch immer unbefestigte Marseille zu belagern. Der Angriff konnte zwar vom Kommissar des Königs Mirandal abgewehrt werden, aber es wurde klar, wie wichtig die Befestigung der Zufahrt zur Stadt war. Noch im selben Jahr wurden die ersten Mauern der Festung errichtet, um die Hafeneinfahrt zu schützen.
Die Festung wurde zwischen 1524 und 1531 erbaut. Sie beherrschte die Zufahrt zum Hafen von Marseille, sollte die Reede vor jedem Angriff schützen und die Lebensmittelversorgung der Stadt von der See her sichern.
Die Stadtbewohner schätzten die neue Festung nicht und bezeichneten sie als die „ungebetene Nachbarin“. Auch als 200 Soldaten und 22 Artilleriegeschütze auf der Festung postiert wurden, hörten die Bewohner von Marseille nicht auf, gegen diese zu protestieren. Für sie war es ein Symbol der zentralen Macht Frankreichs auf ihrem Territorium. Trotz des Widerstandes der Stadtbevölkerung wurde die Festung im Juli 1531 fertiggestellt.
Fünf Jahre später hatte sie erstmals militärische Bedeutung, als Karl V. 1536 beim erneuten Versuch, Marseille einzunehmen, seine Offensive wegen der Festung aufgeben musste.

### Das Gefängnis
Als Gefängnis wurde die Festung Mitte des 16. Jahrhunderts, einige Jahre nach der Fertigstellung, in Betrieb genommen. Der Grund war die geographische Lage und die Architektur. Das Ausbrechen schien unmöglich.
1580 wurde als vermutlich erster Gefangener Ritter Anselm inhaftiert. Er wurde der Verschwörung gegen die Monarchie bezichtigt und später in seiner Zelle stranguliert. Die Existenz eines Ritters Anselm lässt sich  jedoch geschichtlich nicht nachweisen. 
Im 17. Jahrhundert diente die Anlage als Unterbringungsort für Staatsgefangene. Nach den Gegnern der königlichen Macht nahmen die Zellen insbesondere Protestanten auf, die nach der Aufhebung des Edikts von Nantes im Château d’If eingekerkert wurden. Während zwei Jahrhunderten kamen etwa 3.500 Protestanten im Château d’If hinter Gitter, darunter Jean Serres und Elie Neau.
Auch Söhne aus gutem Hause hielten sich nach Erhalt einer Lettre de cachet (königlicher Haft- oder Verbannungsbefehl ohne richterliches Urteil) unfreiwillig im Château d’If auf. So erging es unter anderem Mirabeau, der 1774 auf Antrag seines Vaters eingesperrt wurde. Er hatte es im Vergleich zu Mittellosen angenehm, denn er konnte sich eine Pistole mieten, ein leidlich ausgestattetes, geräumiges Zimmer im ersten Stock mit Fenstern und Kamin. Mittellose saßen in fensterlosen Zellen ohne den geringsten Komfort. Zudem wusste Mirabeau den Kommandanten zu besänftigen und verführte die Köchin. Im Château d’If „saß“ auch Jean-Baptiste Chataud, Kapitän der Grand Saint-Antoine, die 1720 die Pest in Marseille verbreitete. Die sterblichen Überreste des Generals Kléber wurden nach seiner Ermordung in Kairo hierher gebracht.
120 Menschen wurden nach den Aufständen im Juni 1848 in der Festung eingekerkert. Aus dieser Zeit stammt die Inschrift Haus des souveränen Volkes oberhalb des ehemaligen Zugangstores zum Hof.
Während des Zweiten Kaiserreiches wurden hier auch Republikaner eingesperrt.

## Architektur

Grundriss des Château d’If

Die Insel besteht aus Kalkstein und hat eine Fläche von ca. 3 Hektar.
Die Festung selbst hat den Hauptgrundriss eines Quadrates mit 28 m Seitenlänge, flankiert von 3 zylindrischen Türmen (Rondellen). Jeder Turm hat breite Schießscharten. Der Turm Saint Christophe (1) im Nordwesten ist der höchste Turm und überwacht das offene Meer aus 22 m Höhe. Erbaut wurde der Turm von 1524 bis 1527; der dazugehörige Wohnturm (Donjon) stammt aus dem Jahre 1529. Die Türme Saint Jaume (2) und Maugovert (3) liegen im Nordosten und Südosten der Stadt gegenüber. Verbunden werden die Türme durch eine weitläufige Terrasse über einen engen, tiefen Hof, auf den zwei Stockwerke hinausgehen – Wohnbereich und Küche im Erdgeschoss, Kasematten im ersten Stock. Die drei Türme vereinigten eine beachtliche Feuerkraft, die das Château d'If zu einer mächtigen Zitadelle machten. Sie besteht aus drei Ebenen.
1702 ließ Sébastien Le Prestre de Vauban rechts vor dem Ausgang der Festung ein Wachgebäude errichten, die sogenannte Caserne Vauban.
Öffentlich zugänglich wurde die Festung 1890, unter Denkmalschutz wurde sie am 7. Juli 1926 gestellt.

## Denkwürdigkeiten

### Das Nashorn

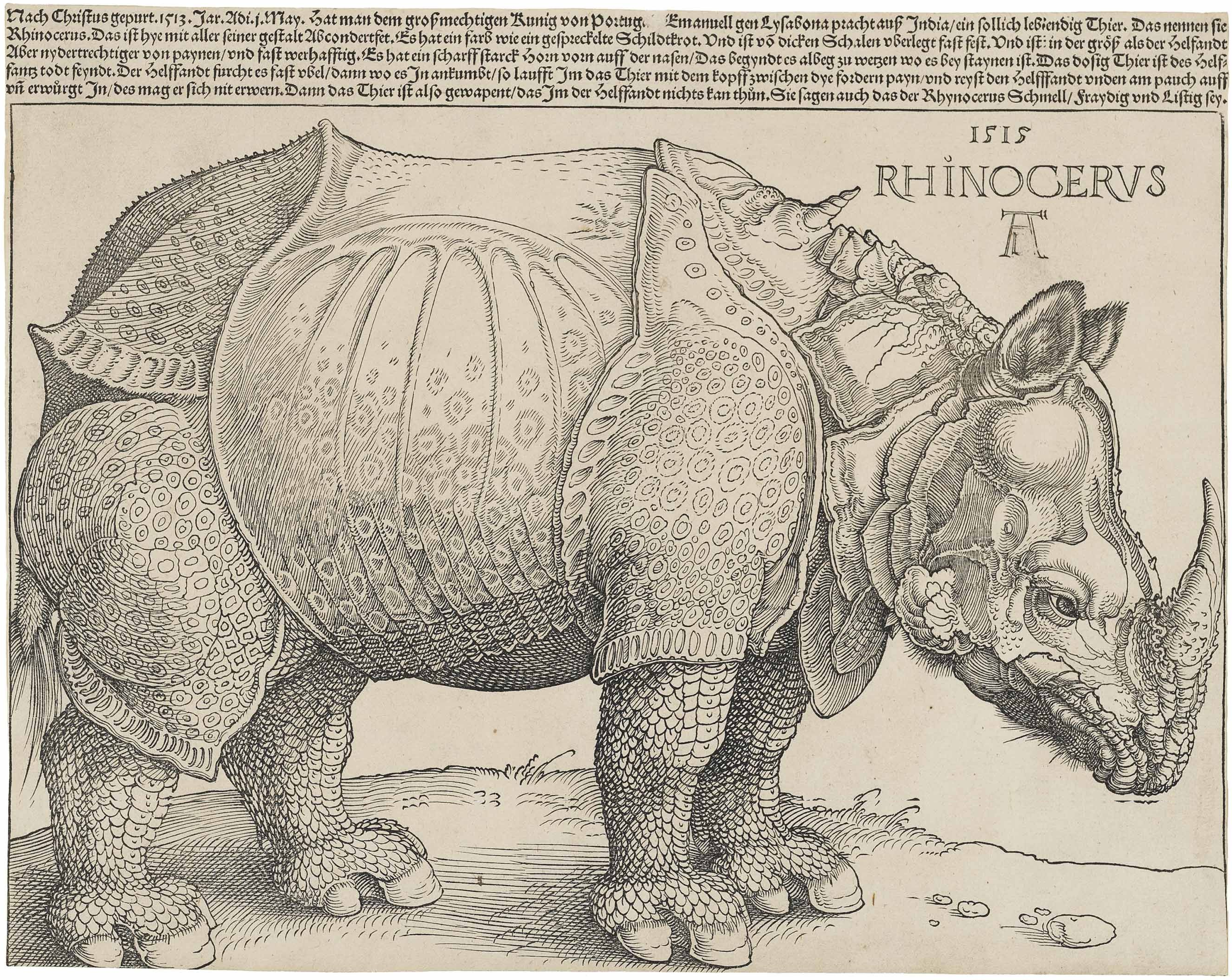
„Rhinocerus“ von Albrecht Dürer aus dem Jahre 1515

Die Insel wurde erstmals bekannt, als hier 1516 das erste Nashorn, das Europa je gesehen hat, Station machte.
Der König des indischen Königreichs Gujarat schenkte 1513 dem König von Portugal Manuel I. ein Panzernashorn. Der portugiesische König wollte das Tier an Papst Leo X. weiterschenken. So wurde das Tier von Lissabon nach Rom verschifft und machte dabei 1516 einen Zwischenaufenthalt in Marseille auf der Île d’If. Das bis dahin in Europa unbekannte Tier erweckte die Neugier der Stadtbewohner, aber auch Franz I. bewunderte es bei seiner Rückkehr von der Schlacht bei Marignano auf der Insel. Das Schiff blieb einige Wochen vor der Insel und segelte anschließend nach Rom weiter. Auf der Fahrt geriet es in einen heftigen Sturm und zerschellte an der ligurischen Küste nördlich von La Spezia. Der Körper des Nashorns wurde an die Küste geschwemmt, und so bekam der Papst das Tier nur ausgestopft zu sehen.
Albrecht Dürer fertigte 1515 nach einer Skizze von Valentin Ferdinand den berühmten Holzschnitt mit dem Nashorn an.

### General Kléber
Im Jahr 1800 wurde General Jean-Baptiste Kléber in Kairo ermordet. Sein einbalsamierter Leichnam wurde zunächst per Schiff nach Marseille gebracht. Da man sich über die Gestaltung der Trauerfeiern aus politischen Gründen jedoch nicht einig wurde, blieb Kléber 18 Jahre lang im Château d’If. Erst 1818 befahl König Ludwig XVIII., den Sarg nach Straßburg zu bringen, wo er auf dem Kléberplatz bestattet wurde.

### Der Graf von Monte Christo
Ihre Berühmtheit verdankt die Festung dem Schriftsteller Alexandre Dumas, der einen Teil der Handlung seines 1844 erschienenen Romans Le Comte de Monte-Cristo (Der Graf von Monte Christo) auf der Insel ansiedelt.

## Heute
Das Château d’If ist heute eine Touristenattraktion. Die Insel ist von Marseille aus mit Touristenbooten in wenigen Minuten zu erreichen. Die Insel ist von zahlreichen Möwen bevölkert, die in der Zeit von März bis April dort ihre Gelege gegen Touristen verteidigen, wovor mit Schildern gewarnt wird.